# Óbuda-Békásmegyer
Óbuda-Békásmegyer es el tercer (III) distrito de Budapest, Hungría, ubicado en la zona de la isla de Óbuda.

## Ubicación
Se encuentra al oeste del Danubio, en la circunferencia de las fronteras de los distritos Budapest IV y XIII. En el sur y suroeste se encuentra el II distrito, en el noroeste de Solymár y Üröm y en el norte de Budakalász. Pertenece a la zona de la isla de Óbuda.